# Lygistus
Lygistus is een geslacht van kevers uit de familie bladkevers (Chrysomelidae).
De wetenschappelijke naam van het geslacht werd in 1965 gepubliceerd door Wilcox.

## Soorten
- Lygistus stretophallus (Wilcox, 1965)